# Temnopis fuscipennis
Temnopis fuscipennis là một loài bọ cánh cứng trong họ Cerambycidae.